# Gonydactylus nepalensis
Gonydactylus nepalensis este o specie de șopârle din genul Gonydactylus, familia Gekkonidae, descrisă de H. Hermann Schleich și Kästle 1998. Conform Catalogue of Life specia Gonydactylus nepalensis nu are subspecii cunoscute.